# 贡比涅站
贡比涅站，是法国的一个铁路车站，位于法国北部城市贡比涅，約距离巴黎北站123公里。
贡比涅站是一个区域性的铁路枢纽，克雷伊－热蒙铁路和前往亚眠方向的铁路在此交汇。

## 位置
贡比涅站位于贡比涅市区的西北部，瓦兹河右岸。车站大致呈西南-东北走向，开口朝东南。

## 设施
贡比涅站设有人工售票窗口，其开放时间如下：
- 周一至五：5:25~20:40
- 周六：5:55~20:40
- 周日及节假日：6:20~21:00

此外，贡比涅站还设有自动售票机等设施。

## 停靠线路
以下列车线路在贡比涅站停靠：
| 贡比涅站列车线路表 |            |                                   |                     |                 |
| 线路               | 车种       | 上一站                            | 下一站              | 大致运行频率    |
| 巴黎—莫伯日        | INTERCITÉS | 巴黎北                            | 圣康坦              | 每天3~6趟       |
| 巴黎—康布雷        | INTERCITÉS | 巴黎北                            | 圣康坦              | 每天1趟         |
| 巴黎—康布雷        | INTERCITÉS | 圣马克桑斯桥                      | 努瓦永              | 每天1趟         |
| 巴黎—圣康坦        | INTERCITÉS | 巴黎北/圣马克桑斯桥               | 努瓦永/圣康坦       | 每天2~5趟       |
| 巴黎—圣康坦        | TER        | 圣马克桑斯桥                      | 努瓦永              | 每天5~8趟       |
| 巴黎—贡比涅        | TER        | 圣马克桑斯/隆格伊圣马里/勒莫厄/若 | （终点）            | 每天4~9趟       |
| 克雷伊→贡比涅      | TER        | 若                                | （终点）            | 每天1班（单向） |
| 贡比涅—圣康坦      | TER        | （起点）                          | 隆格伊阿内勒        | 每天3~7趟       |
| 贡比涅—亚眠        | TER        | （起点）                          | 赫米/埃斯特雷圣但尼 | 每天8~12趟      |
| 1. 2. 3.           |            |                                   |                     |                 |

## 配套交通

### 长途客车
| 停靠贡比涅站的大巴车 |                      | |
| 上下车地点           | 运营单位             | 主要目的地 |
| 贡比涅站门口 Gare    | 瓦兹省城际客运 CD 60 | - 10C线：韦尔贝里、圣马克桑斯桥、桑利斯 - 10E线：桑利斯 - 11线：贝蒂西圣皮耶尔、韦尔贝里 - 23线：里贝库尔德雷斯兰库尔、努瓦永 - 24线：圣莱热奥布瓦、卡尔勒蓬 - 25线：阿蒂希、苏瓦松 - 26线：库尔蒂厄、苏瓦松 - 27线：皮埃尔丰 - 28线：贝唐库尔昂瓦卢瓦、克雷皮昂瓦卢瓦 - 33C线：阿尔希、埃斯特雷圣但尼 - 33E线：克莱蒙、博韦 - 47线：克雷松萨、圣于昂朔塞 - 50线：昂特伊波尔特、马茨河畔勒松、布洛尼拉格拉斯、Roye - 51线：埃兰库尔圣马尔盖里特、拉西尼 - 2728线：克雷皮昂瓦卢瓦 - 4849线：赫米、弗朗西埃 |
| 贡比涅站门口 Gare    | SNCF Car TER         | - 少量前往亚眠、里贝库尔德雷斯兰库尔等方向的大巴车 - 当某条铁路线施工或罢工时，SNCF可能会提供途径该线路沿途站点的大巴车 |
| 1. 2. 3. 4.          |                      | |

### 市内交通
贡比涅市区内的公共交通线路均可免费乘坐。
| 贡比涅站附近的市内公共交通线路 |              | |
| 公交车站名称                   | 位置         | 停靠线路 |
| Gare 贡比涅-火车站             | 贡比涅站门口 | - 1路：贡比涅-火车站 ↔ 贡比涅-医院 - 2路：韦内特-商业中心 ↔ 克莱鲁瓦-维伊内勒 / 克莱鲁瓦-卡洛港 - 3路：贡比涅-医院 / 贡比涅-菲尔迪纳德勒塞普 ↔ 贡比涅-贝里卡尔 / 舒瓦西奥巴克-栗园 - 4路：贡比涅-宫殿 / 贡比涅-火车站 ↔ 韦内特-商业中心 - 5路：贡比涅-火车站 ↔ 贡比涅-医院 - D1路：若-火车站 ↔ 贡比涅-贝里卡尔（经医院） - D2路：若-火车站 ↔ 贡比涅-贝里卡尔（经韦内特） - 郊区线路：101路、102路、103路、104路、105路、106路、107路、108路、109路、ZA1路 |
| 1. 2. 3.                       |              | |

### 社会车辆
贡比涅站门口设有社会车辆停车场。

## 临近车站
| 贡比涅站（Gare de Compiègne）        |                      |                |
| 上行车站                             | 线路                 | 下行车站       |
| 若站                                 | 克雷伊－热蒙铁路     | 隆格伊阿内勒站 |
| 赫米站                               | 罗希孔代－苏瓦松铁路 | （已关闭）     |
| - 本表仅显示运营中的线路及车站 1. 2. |                      |                |